# Miguel Ángel Perera
Miguel Ángel Perera Díaz (Puebla del Prior, Badajoz, 27 de noviembre de 1983) es un Torero español. Ha salido por la puerta grande de Las Ventas en seis ocasiones.

## Biografía
Debutó con picadores en San Sebastián el 23 de febrero de 2002. En 2003 fue el ganador del Ciclo de noviladas en Algemesí. Fue nombrado el mejor novillero de la temporada 2003. En su presentación en Las Ventas como novillero el 6 de junio de 2004 salió a hombros tras cortar tres orejas.
Tomó la alternativa en Badajoz el 23 de junio de 2004 de manos de El Juli, con Matías Tejela como testigo y con el toro Miliciano, de Jandilla, la misma ganadería de la que era el toro Soldador con el que confirmó su alternativa en Madrid durante la Corrida de la Prensa el 26 de mayo de 2005, en presencia de César Rincón y Matías Tejela.
Tiene un pasodoble dedicado a él (2004).
A lo largo de su carrera ha obtenido éxitos en todas las ferias importantes. En Acho ganó el Escapulario de Oro durante la Feria del Señor de los Milagros de 2004. En La Maestranza (2006, 2008) obtuvo el premio a la mejor faena de la Feria de Abril de 2008. Su primera puerta grande en Las Ventas tuvo lugar en 2008 y nuevamente en octubre de ese año cuando se encerró con seis torors. Salió a hombros en Plaza México (2009, 2010, 2014) siendo en 2009 el primer español en cortar un rabo en su alternativa en Plaza México.

## Vida privada
Casado con Verónica Gutiérrez, tuvo 1 hija en el año 2015.

## Condena por fraude fiscal
El torero eludió el pago de las cantidades que le correspondían de IRPF del ejercicio 2008, 649.758,14 euros, y de 2009, 984.815,90 euros por lo que en 2020 se le condena a una pena de 22 meses privativa de libertad y a pagar 1, 2 millones de euros por defraudar a Hacienda, eludió la cárcel gracias a que pagó 2,9 millones.